# 886. grenadirski polk (Wehrmacht)
886. grenadirski polk (izvirno nemško 886. Grenadier-Regiment; kratica 886. GR) je bil pehotni polk Heera v času druge svetovne vojne.

## Zgodovina
Polk je bil ustanovljen 12. februarja 1943 kot okrepljeni grenadirski polk. Marca istega leta je bil uporabljen za ustanovitev 79. pehotne divizije.